# D.A. Carson
Donald A. (D.A.) Carson (ur. w 1946) – ewangeliczny, kalwinistyczny biblista, kaznodzieja, wykładowca oraz autor/współautor prawie 60 książek. Profesor Nowego Testamentu, wykładający na Trinity Evangelical Divinity School (Deerfield, Illinois, USA).

## Działalność
Obszar zainteresowań Carsona obejmuje w szczególności: historyczność Jezusa, postmodernizm, pluralizm, teologię św. Jana i Pawła, problem cierpienia i zła, a także wolnej woli i predestynacji. Carson jest członkiem rady The Gospel Coalition, amerykańskiej, konserwatywnej organizacji ewangelicznych chrześcijan. Zaangażowany jest także w działalność następujących stowarzyszeń: Tyndale Fellowship for Biblical Research, Society of Biblical Literature, Evangelical Theological Society, Canadian Society of Biblical Studies, Institute for Biblical Research, Christ on Campus Initiative oraz Themilios. Jako wykładowca, często bywa gościem wielu chrześcijańskich konferencji.
D..A. Carson wziął udział w kilku konferencjach organizowanych w Polsce przez ruch Razem dla Ewangelii, a niektóre z jego książek zostały wydane w języku polskim nakładem Fundacji Ewangelicznej.